# Милтон Кардона
Милтон Кардона (21. новембар 1945 — 19. септембар 2014) био је порторикански џез музичар. Свирао је удараљке и цонгу.
У својој каријери направио је преко 500 снимака на којима он свира. Током свог детињства, свирао је виолину. У Њујорку је научио свирати удараљке те се тиме почео бавити професионално. Сарађивао је са многим музичарима а неки од њих су Спајк Ли, Паул Сајмон, Вили Колов, Дејвид Бирн, Еди Палмијери, Дон Бирон... Умро је 19. септембра 2014. године од затејања срца.